# Stanisław Jaśkowski
Stanisław Jaśkowski (* 22. April 1906 in Warschau; † 16. November 1965 ebenda) war ein polnischer Logiker der Lemberg-Warschau-Schule. Er trug wesentlich zur Entwicklung der Systeme natürlichen Schließens der Beweistheorie und formalen Semantik bei. 

## Leben
Jaśkowski studierte Mathematik bei Jan Łukasiewicz. Er nahm als Freiwilliger an der Verteidigung Warschaus 1939 teil. 1946 wurde er Professor der Universität Thorn und 1959 ihr Rektor.
Einer seiner Enkel ist der polnische Mathematiker Stefan Dziembowski.